# فرودگاه وینکلر
فرودگاه وینکلر (به انگلیسی: Winkler Airport) یک فرودگاه همگانی است که یک باند فرود آسفالت دارد و طول باند آن ۸۸۴ متر است. این فرودگاه در کشور کانادا قرار دارد و در ارتفاع ۲۵۹ متری از سطح دریا واقع شده است.